# Nicholas Britell
Nicholas Britell (1980) é um compositor e pianista estadunidense, vencedor do Emmy Award de Melhor Tema de Abertura pela série da HBO "Succession".

## Discografia
- New York, I Love You (2009)
- 12 Years a Slave (2013)
- Whiplash (2014)
- A Tale of Love and Darkness (2015)
- The Big Short (2015)
- Moonlight (2016)